# White Sands Missile Range
White Sands Missile Range (WSMR), tidligere kendt som White Sands Proving Grounds, er en militær testinstallation, hvor der blandt andet afprøves missiler. WSMR ligger i Doña Ana County og Otero County i New Mexico, USA, primært i dalen Tularosa Basin mellem Organ Mountains, San Andreas Mountains og Sacramento Mountains. Med et areal på næsten 8.300 km² er det den største militære installation i USA.
Den 16. juli 1945 detonerede plutoniumbomben The Gadget på Trinity Site. Stedet er i dag som Trinity Historic National Landmark et turistmål to dage om året. Bomben omdannede ørkensandet til glas, der stadig er for radioaktivt til at kunne berøres. Efter en del atomprøvesprængninger i Stillehavet blev Nevada Test Site oprettet i december 1950. New Mexico blev ikke brugt til kernevåben mere.

## Raketsonder
Den 10. maj 1946 blev en erobret tysk V2-raket opsendt til 112 km højde og nåede derved ud i rummet. Den havde måleinstrumenter med til undersøge atmosfærens forskellige lag. Senere opsendelser havde insekter, plantefrø, mus og til sidst en abe med. Den maksimale højde for en V2-raket var 212 km højde.
Bumper-raketten havde en V2-raket som førstetrin og en 300 kg WAC-Corporal som andettrin. Den 24. februar 1949 nåede Bumper nummer fem op i 393 km højde. Tiden var efterhånden løbet fra de lodrette opsendelser og landing i øde ørkenområder. Raketbaser med store havområder mod øst kunne udnytte Jordens rotation og overtog rumflyvningerne fra White Sands.

## White Sands Space Harbor
White Sands Space Harbor er en rumhavn ved WSMR som NASA benytter til test og træning med rumfærgerne. Også NASAs fremtidige bemandede rumfartøjer til Constellation-programmet benytter rumhavnen til test
.
Rumfærgernes primære landingsbane er Kennedy Space Center derefter Edwards Air Force Base og sidst White Sands Space Harbor. Kun en gang er en rumfærge landet her, rumfærgen Columbia i 1983 på mission STS-3.